# Sendhwa
Sendhwa là một thành phố và khu đô thị của quận Barwani thuộc bang Madhya Pradesh, Ấn Độ.

## Địa lý
Sendhwa có vị trí 21°41′B 75°06′Đ / 21,68°B 75,1°Đ Nó có độ cao trung bình là 409 mét (1341 feet).

## Nhân khẩu
Theo điều tra dân số năm 2001 của Ấn Độ, Sendhwa có dân số 48.941 người. Phái nam chiếm 52% tổng số dân và phái nữ chiếm 48%. Sendhwa có tỷ lệ 63% biết đọc biết viết, cao hơn tỷ lệ trung bình toàn quốc là 59,5%: tỷ lệ cho phái nam là 70%, và tỷ lệ cho phái nữ là 55%. Tại Sendhwa, 17% dân số nhỏ hơn 6 tuổi.